# Цветковці
Цветковці (словен. Cvetkovci) — поселення в общині Ормож, Подравський регіон‎, Словенія.